# Pacifico
Pour les articles homonymes, voir Pacifico (homonymie).
Pacifico est une opérette en deux actes et seize tableaux de Paul Nivoix créée le 11 novembre 1958 au théâtre de la Porte-Saint-Martin à Paris.

## L'histoire
Le marquis Lorenzzo de Salviati, après s'être ruiné, est devenu une grande vedette de music-hall et triomphe au Lido dans son tour de chant.
Mais, le soir où nous faisons sa connaissance est justement la nuit du réveillon, où, après les douze coups de minuit, il chante Réveillon à Paris. Hélas ! tout n'est pas fête pour lui, car un coup de téléphone venu de Londres lui apprend que sa fiancée ne peut venir avant plusieurs jours. Désespéré, Lorenzzo abandonne le cabaret après avoir jeté ses derniers billets de banque aux jeunes danseuses.
Au bord de la Seine, sous un pont, des clochards fêtent aussi, à leur manière, la nouvelle année. (...) Casimir fait son entrée, avec sa voiture à bras, chargée de victuailles et de champagne. Il chante "Bonne année, bonne santé". Après bombance, tous les clochards s'endorment, sauf Casimir qui voit apparaître Lorenzzo dans sa tenue de soirée. Tout à coup, Lorenzzo quitte sa cape, son chapeau de soie et s'apprête à se jeter dans la Seine. Casimir le rattrape de justesse...
Dès cet instant, Lorenzzo et Casimir ne se quittent plus et font la connaissance au marché aux puces d'un milliardaire américain et de sa fille Marylin. Après des aventures extraordinaires, ils se retrouvent tous les quatre (Capucine, la fiancée de Casimir, les a rejoints) à Pacifico, magnifique île des tropiques...

## Création
- Paroles des chansons : Camille François et Robert Chabrier
- Livret : Paul Nivoix, Camille François
- Musique : Jo Moutet
- Mise en scène : Max Révol
- Ballet : Marie-Jo Weldon
- Décors et costumes : Mick Bernard

## Distribution
- Bourvil : Casimir
- Georges Guétary : Lorenzzo
- Pierrette Bruno : Capucine
- Corinne Marchand : Marylin
- Marcel Journet : Wilcox
- Hennery : le directeur
- Max Elloy : le poète
- Nadia Dauty : Adélaïde
- Claude Aliotti
- Tony Charley
- Jack Danel
- Jean Darly
- Colette Dissac
- Anika Dova
- Tania Florey : Cécile
- Joseph Franzetti
- Arlette Giraldy
- Suzanne Grey : Mme Dolorosa
- Edith Guerry
- Georges Guy
- Edmée Jacques
- Josette Laroche
- Jacqueline Lecoeur
- Diana Michel
- Albert Pilette
- Lucien Privat
- François Rodon
- Philippe Rolland
- Les Mélodians